# Końskowola

Końskowola är en by i sydöstra Polen med 2 188 invånare, belägen mellan Puławy och Lublin. Byn ligger vid Kurówkafloden. I byn finns det två kyrkor uppförda 1613 respektive 1670.